# Rhythm of the Night (canção)
"Rhythm of the Night" é um single do grupo DeBarge, lançado em 23 de fevereiro de 1985. Foi um single de seu quarto álbum de estúdio, Rhythm of the Night na Motown Records. A canção é considerada um divisor de águas na carreira da compositora Diane Warren e foi o maior sucesso gravado pelo grupo.

## Paradas
| Parada (1985)                                  | Pico posição |
| ---------------------------------------------- | ------------ |
| Australia (Kent Music Report)                  | 9            |
| Bélgica (Ultratop 50 de Flandres)              | 7            |
| Canada Top Singles (RPM)                       | 3            |
| França (SNEP)                                  | 50           |
| O campo songid é OBRIGATÓRIO PARA PARADA ALEMÃ | 19           |
| Irlanda (IRMA)                                 | 5            |
| Países Baixos (Dutch Top 40)                   | 4            |
| Nova Zelândia (Recorded Music NZ)              | 3            |
| Suíça (Schweizer Hitparade)                    | 24           |
| UK Singles (The Official Charts Company)       | 4            |
| U.S. Billboard Hot 100                         | 3            |
| U.S. Billboard Hot Adult Contemporary Tracks   | 1            |
| U.S. Billboard Hot Black Singles               | 1            |

## Créditos
- Vocais por El DeBarge
- Vocais background por DeBarge
- Produzido por Richard Perry

## Outras versões
- Em 1985 em espanhol por Sophie com o título de "Al ritmo de la noche".
- Em 1997, versão cover da banda inglesa 911 foi inclusa em seu álbum de estreia  The Journey.
- Versão cover por Valeria Andrews apareceu na trilha-sonora do filme de 2001 Moulin Rouge! com alterações na letra.
- A cantora australiana pop Kylie Minogue interpolou o refrão da canção em seu sucesso "In Your Eyes" durante a turnê KylieFever2002.